# Бельго (село)
Бельго́ — село в Комсомольском районе Хабаровского края. Административный центр Бельговского сельского поселения.

## История
Село основано на месте нанайского стойбища в 1862 году. В 1931 году село организовано в рыболовецкий колхоз имени В. И. Ленина.
В 1997 году в селе создана народная родовая община «Кичи», которая в летнее время занимается рыболовством, а в зимнее время — заготовкой дров для населения.
В 2006 году введена в строй высоковольтная линия Пивань — Бельго, село подключено к централизованному энергоснабжению.
В 2009 году построена и сдана в эксплуатацию школа с детским садом.
Было частично разрушено наводнением 2013 года, отстроено заново на новом месте.

## География
Село Бельго стоит на правом берегу Амура, ниже Комсомольска-на-Амуре (103 км по дороге).
Дорога к селу Бельго идёт на север от села Пивань, расстояние около 20 км.

## Население
| 1992 | 2002 | 2010 | 2011 | 2012 | 2021 |
| ---- | ---- | ---- | ---- | ---- | ---- |
| 415  | ↗442 | ↘378 | ↗381 | ↘365 | ↘302 |